# Jürgen Libbert
Jürgen Libbert (* 18. Mai 1941 in Posen) ist ein Gitarrist und Musikpädagoge.

## Leben
Libbert studierte in Wien bei Robert Brojer. Bis zu seiner Pensionierung 2006 lehrte er an der Hochschule für Katholische Kirchenmusik und Musikpädagogik Regensburg, wo er sich auch als Leiter der Bibliothek „besonders verdient um den weiteren Aufbau und die Erweiterung dieser Einrichtung“ machte.
Libbert hat wesentliche Werke zur Gitarristik veröffentlicht.

## Werke
- Die Gitarre im Aufbruch. Musikverlag Ricordi. München 1994, ISBN 3-9803090-2-9
- Die Wiener Gitarristik im 20. Jahrhundert. Regensburg 2012, ISBN 978-3-00-038417-2
- Die Gitarre im Konzert. Regensburg 2002, ISBN 3-00-009004-5